# Landeskirchenamt Hannover

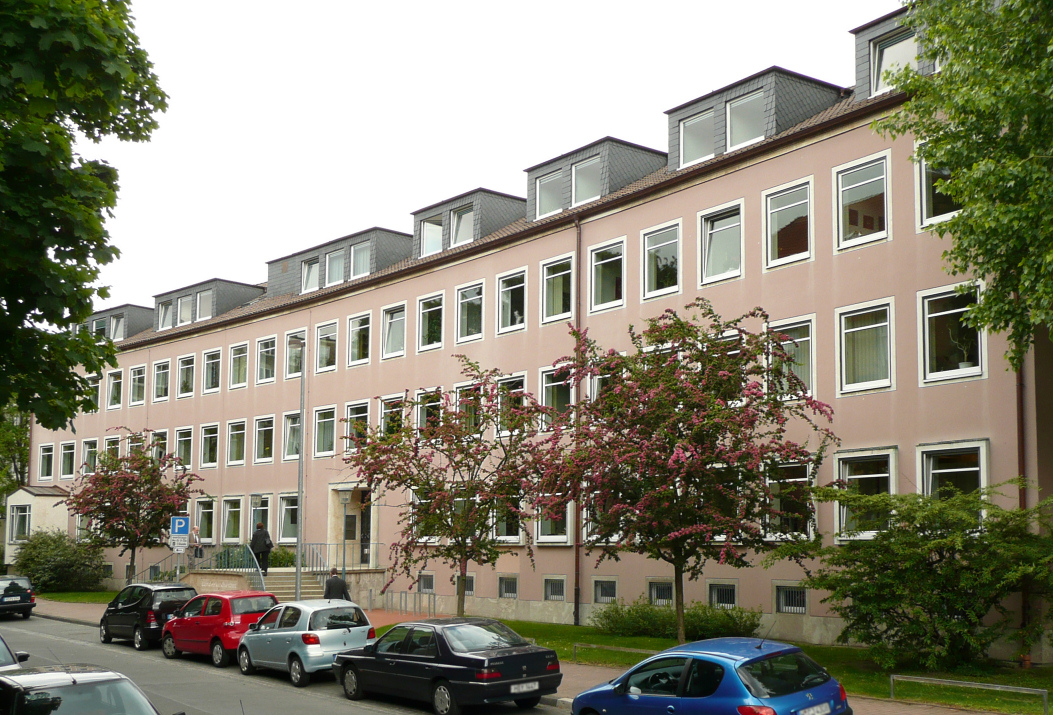
Eingang des Landeskirchenamtes

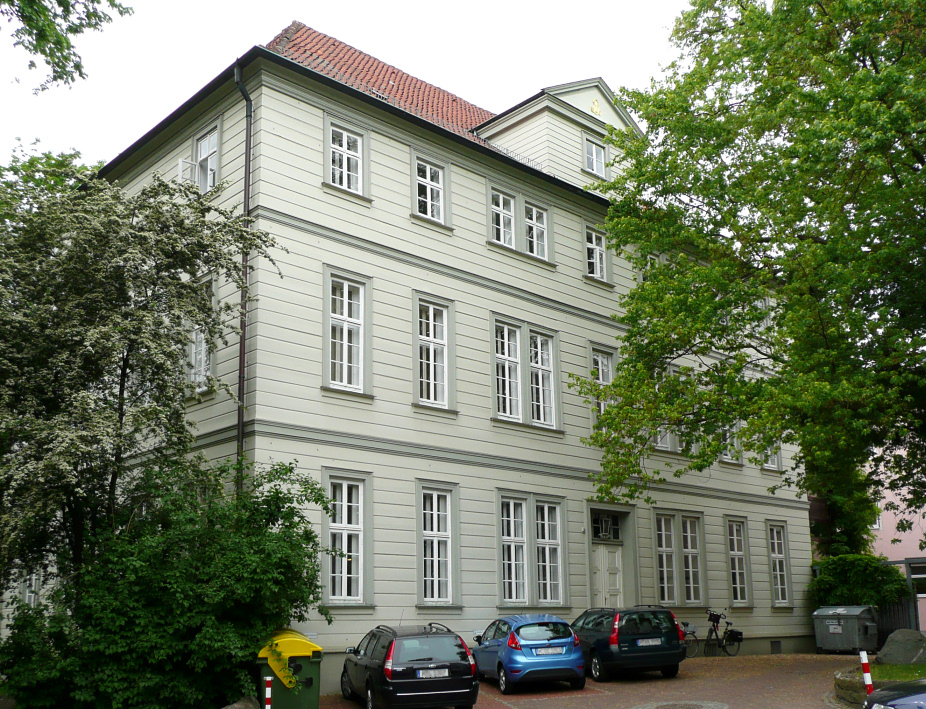
Fürstenhof an der Rückseite des Landeskirchenamtes mit dem Sitz einiger Dienststellen

Das Landeskirchenamt Hannover (LKA) ist als oberste Dienstbehörde für die Verwaltung der Evangelisch-Lutherischen Landeskirche Hannovers zuständig und entstand aus dem Konsistorium dieser Landeskirche. Das Landeskirchenamt ist eines der Fünf Kirchenleitenden Verfassungsorgane der Landeskirche Hannover. Die kirchliche Behörde hat ihren Hauptdienstsitz in der Straße Rote Reihe 6 im Stadtteil Calenberger Neustadt in Hannover.

## Geschichte
Nach dem Zweiten Weltkrieg hatte das Landeskirchenamt von 1947 bis 1957 seinen Dienstsitz im Hanns-Lilje-Haus.

## Aufgaben
Das Landeskirchenamt verwaltet die Angelegenheiten der Landeskirche und führt die Aufsicht über die in der Landeskirche bestehenden kirchlichen Körperschaften, vertritt die Landeskirche in Angelegenheiten des Rechtes und der Verwaltung. Es führt die Aufsicht über die Kirchlichen Amtsinhaber. Zu den vorrangigen Aufgaben des Landeskirchenamtes gehören die Bearbeitung von theologischen Grundsatzfragen, die Vertretung kirchlicher Positionen in Gesellschaft, Kultur und Politik, die Bewahrung und Fortentwicklung des kirchlichen Rechts und der zweckmäßigen Organisation der Landeskirche und die Sicherung der Finanzen der Landeskirche.
Das Landeskirchenamt ist Herausgeber des Kirchlichen Amtsblatts für die Evangelisch-lutherische Landeskirche Hannovers.

## Organisation

### Abteilungen
Die Behörde ist seit 2010 in acht Abteilungen, denen Referate zugeordnet sind, und weitere Dienst- und Geschäftsstellen gegliedert. Bis 2010 war das Landeskirchenamt in mehr als zwanzig Dezernate gegliedert.
- Abteilung 1: Leitung mit der Begleitung der kirchenleitenden Organen, Kirche und Staat
  - Zugeordnet:
    - Rechnungsprüfungsamt (gem. §1 RPA-Ordnung zentrale Dienststelle, dem Landeskirchenamt organisatorisch angegliedert)
    - Fachstelle sexualisierte Gewalt und Stabsstelle Organisation und Zusammenarbeit, Stabsstelle Gleichstellung
- Abteilung 2: Theologie und Gemeinde, kirchliche Handlungsfelder, Mission und Ökumene
- Abteilung 3: Personal, Aus- und Fortbildung
- Abteilung 4: Bildung, Schule, Kinder und Jugend
- Abteilung 5: Diakonie
- Abteilung 6: Finanzwirtschaft und Informationstechnologie
- Abteilung 7: Rechtsabteilung
- Abteilung 8: Immobilienwirtschaft, Umweltschutz

Im Landeskirchenamt befinden sich die Geschäftsstelle der Landessynode der Landeskirche und ist Sitz des Personalausschusses, der von den kirchenleitenden Organen gebildet wird. Es war bis 2019 Sitz der Geschäftsstelle des Kirchensenat.
Im Landeskirchenamt sind rund 220 Mitarbeitende auf 193,60 Stellen tätig, darunter 95 Kirchenbeamte (Stand 2014). 1992 waren es noch 296 Stellen gewesen. 2023 sind 350 Mitarbeitende im Landeskirchenamt und den angeschlossenen Dienststellen beschäftigt.
Der Pressesprecher der Hannoverschen Landeskirche ist für alle Kirchenleitenden Organe der Landeskirche und für die Konföderation evangelischer Kirchen in Niedersachsen tätig und der Präsidentin zugeordnet. Er ist als Arbeitsbereich in die Evangelische Medienarbeit (EMA) der Landeskirche eingebunden. Das Landeskirchenamt Hannover (Dienstgebäude Rote Reihe 6) ist Sitz der Geschäftsstelle der Konföderation evangelischer Kirchen in Niedersachsen.

### Dienststellen des Landeskirchenamtes an anderen Standorten in Hannover
- Goethestraße 27: Landeskirchliches Archiv Hannover.
- Knochenhauerstr. 38-40: Rechnungsprüfungsamt der Evangelisch – lutherischen Landeskirche Hannovers (Zentraler Sitz, Leitung), dazu fünf Regionalstellen (Hannover, Lüneburg, Bremerhaven – Stade, Aurich – Osnabrück, Göttingen – Hildesheim) (gem. § 1 RPA-Ordnung eine zentrale Dienststelle, dem Landeskirchenamt organisatorisch angegliedert)
- Rote Reihe: Bibliothek des Landeskirchenamtes der Evangelisch-lutherischen Landeskirche Hannovers im Fürstenhof.
- Brandstraße 3: Landeskirchenkasse und Mitarbeiterbüro im Haus kirchlicher Dienste der Evangelisch-lutherischen Landeskirche Hannovers.
- Archivstraße 3: Referat für Umweltangelegenheiten in der Serviceagentur (früher Haus kirchlicher Dienste) (zusammen mit dem Arbeitsfeld Kirche und Umweltschutz im HkD)
- Archivstraße 3: Evangelische Medienarbeit (EMA) in der Serviceagentur (früher Haus kirchlicher Dienste)
- Ebhardtstraße 3: Diakonisches Werk evangelischer Kirchen in Niedersachsen (Diakonieabteilung).
- Haarstraße 6: Kanzlei des Landesbischofs (dem Landeskirchenamt unmittelbar zugeordnet).
- Goseriede 7: Schulwerk der Evangelisch-lutherischen Landeskirche Hannovers (dem Landeskirchenamt unmittelbar zugeordnet)
- Goethestraße 29: Kunstreferat der Evangelisch-lutherischen Landeskirche Hannovers (in das Landeskirchenamt eingebunden).

### Weitere Dienststellen
- Ämter für Bau- und Kunstpflege der Evangelisch-lutherischen Landeskirche Hannovers: Neun Haupt- und Nebenstellen verteilt auf dem Gebiet der Landeskirche.
- Detmold, Doktorweg 2: Geschäftsstelle der Zusatzversorgungskasse der Evangelisch-lutherischen Landeskirche Hannovers.

## Leitung des Landeskirchenamtes als Verwaltungsbehörde
Der Präsident wird nach der Besoldungsgruppe B 6 und die Vizepräsidenten nach B 4 besoldet.

### Präsident
Das Landeskirchenamt wird als Verwaltungsbehörde von einem Juristen geleitet, der zugleich die Abteilung 1 leitet. Der Präsident ist Dienstvorgesetzter aller Mitarbeiter und zuständig für alle grundsätzlichen Angelegenheiten der Organisation des Landeskirchenamtes sowie für die Koordinierung der Abteilungen. Er bearbeitet grundsätzliche Verwaltungsangelegenheiten und ist zuständig für die Kirchenleitenden Organe der Landeskirche sowie für die EKD und VELKD. Er ist zuständig für Staats- und europarechtliche Fragen. Er vertritt das Landeskirchenamt und die Landeskirche in der Öffentlichkeit und in kirchlichen, politischen und gesellschaftlichen Gremien.
- 1924–1929: Viktor Lampe
- 1930–1933: Max Schramm
- 1933–1946: Friedrich Schnelle
- 1946–1952: Gustav Ahlhorn
- 1952: Ernst-Viktor Benn (1898–1990)[7]
- 1952–1970: Karl Wagenmann
- 1970–1983: Johann Frank
- 1984–2008: Eckhart von Vietinghoff
- 2008–Mai 2013: Burkhard Guntau
- 30. August 2013-Oktober 2023: Stephanie Springer[8]
- Seit Juni 2024: Jens Lehmann

Vom 23. Oktober 2023 bis 16. Juni 2024 wurde die Amtsleitung durch die Vizepräsidenten
Ralph Charbonnier und Rainer Mainusch ausgeübt.

### Vizepräsidenten
Die Vizepräsidenten unterstützen den Präsidenten in der Wahrnehmung der Leitungsgeschäfte. Sie koordinieren die Arbeit der ihnen zugeordneten Ausschüsse des Kollegiums. Sie können sich über alle Arbeitsvorgänge der ihnen zugeordneten Abteilungen unterrichten lassen und sich deren abschließende Bearbeitung vorbehalten.

#### Geistlicher/Theologischer Vizepräsident
Der Theologische Vizepräsident, bis November 2020 Geistlicher Vizepräsident, leitet die Abteilung 2 und den Ausschuss für Theologie. Er ist u. a. zuständig für kirchliche/theologische Grundsatz- und Rechtsfragen, die Werke und Einrichtungen (Grundsätzlich), die theologischen Fakultäten und kirchlichen Hochschulen sowie für die Landessuperintendenturen der Landeskirche. Er trägt ein Amtskreuz.
- 1924–1932: Karl Wagenmann
- 1932–1933: Paul Fleisch
- 1933–1934: Gerhard Hahn
- 1953–1965: Christhard Mahrenholz
- 1965–1969: Friedrich Bartels
- 1969–1984: Hans Philipp Meyer
- 1984–1999: Günter Linnenbrink
- 1999–2001: Hans Schmidt
- 2001–2002: Ernst Kampermann
- 2002–2006: Martin Schindehütte
- 2006–2020: Arend de Vries
- Seit 27. November 2020: Ralph Charbonnier[9]

Von 1934 bis 1953 war Karl Stalmann als Oberlandeskirchenrat Geistlicher Vertreter des Präsidenten.

#### Rechtskundiger/Juristischer Vizepräsident (nicht vollständig)
Der Rechtskundige Vizepräsident, aktuell Juristische Vizepräsident, leitet die Abteilung 7 und den Rechtsausschuss. Er ist u. a. Zuständig für juristische Grundsatzfragen (stand 12/2021).
- 1936–1938: Constanz Brüel
- 1938–1952: offen
- 1953–1958: Constanz Brüel
- 1958–1968: Erich Ruppel
- 1968–1977: Herbert Wiese
- 1977–1993: Werner Knüllig
- 1993–2002: Klaus Grüneklee
- 2002–2021: Rolf Krämer
- 12/2021–2025: Rainer Mainusch
- seit 05/2025:  Christoph Goos

## Landeskirchenamt als Kirchenleitendes Organ

### Vorsitzender
Der Landesbischof als Vorsitzender des Landeskirchenamtes ist über alle grundsätzlichen Angelegenheiten zu unterrichten. Er führt regelmäßig Dienstbesprechungen mit dem Präsidenten und den Vizepräsidenten durch. Er wird im Kollegium durch den Präsidenten vertreten. Der Landesbischof wird nach der Besoldungsgruppe B 8 der Besoldungsordnung B besoldet.

### Kollegium
Der Landesbischof ist Vorsitzender des Landeskirchenamtes.
Im Kollegium sind, neben dem Landesbischof, der Präsident, der Theologische und der Juristische Vizepräsident, die geistlichen (theologischen) und juristischen Oberlandeskirchenräte (OLKR) als ordentliche Mitglieder des Landeskirchenamtes sowie weitere Personen (Juristen/Theologen) als außerordentliche Mitglieder (a.o. Oberkirchenrat/Oberlandeskirchenrat) vertreten. Die Mitglieder des Landeskirchenamtes werden durch den Personalausschuss der Landeskirche berufen. Das Landeskirchenamt entscheidet als Kollegium und tagt in der Regel zweimal im Monat. Dem Kollegium sind alle Angelegenheiten von grundsätzlicher oder erheblicher theologischer, rechtlicher oder finanzieller Bedeutung vorbehalten, so beispielsweise Entwürfe von Kirchengesetzen an die Landessynode, Entwürfe für den Haushaltsplan, Ordnungen für Einrichtungen der Landeskirche. Er macht Wahlvorschläge für die Wahl von Superintendenten (Leiter der Kirchenkreise) und ernennt Pastoren in einen allgemeinen kirchlichen Auftrag, soweit dieser mit Leitungsaufgaben verbunden ist und entsendet Vertreter in kirchliche und nichtkirchliche Organe. Das Kollegium übernimmt Aufsichtsmaßnahmen nach dem Dienst- oder Arbeitsrecht sowie Maßnahmen nach dem Disziplinarrecht und nach dem Recht der Lehrbeanstandung. Dem Kollegium gehören neben dem Landesbischof und dem Präsidenten 7 ordentliche Mitglieder (früher bis zu 16 ordentliche Mitglieder, dazu weitere Teilnehmende) des Landeskirchenamtes (Juni 2024) an. Die geistlichen Mitglieder tragen ein Amtskreuz. Der Persönliche Referent des Landesbischofs und ein Vertreter der Pressestelle nehmen an den Sitzungen teil. Der Präsident kann zu den Sitzungen weitere Mitarbeitende des Landeskirchenamtes, Sachverständige und Gäste hinzuziehen, wenn das Kollegium nicht widerspricht. Das Kollegium trifft regelmäßig mit den Regionalbischöfen(Bischofsrat), bis 2019 Landessuperintendenten der Landeskirche zu gemeinsamen Beratungen zusammen.

#### Mitglieder
- Landesbischof Ralf Meister (Vorsitzender)
- Präsident Jens Lehmann (Stellvertretender Vorsitzender)
- Theologischer Vizepräsident Ralph Charbonnier
- Juristischer Vizepräsident Christoph Goos
- OLKR'in Kerstin Gäfgen-Track
- OLKR Hans-Joachim Lenke
- OLKR Fabian Spier
- OLKR Adalbert Schmidt
- OLKR'in Nicola Wendebourg

(Stand: Mai  2025)

## Sonstiges
Im Gebäude des Landeskirchenamtes Hannover wurden einige Szenen für die Tatort-Folge Der letzte Patient mit Maria Furtwängler als Charlotte Lindholm gedreht. Im Film fungiert das Kirchenamt als Jugend- und Sozialamt Hannover-Mitte.